# Бланке, Детлев
Детлев Бланке (родился 30 мая 1941 года в Ноймюнстере, умер 20 августа 2016 года) — немецкий лингвист, интерлингвист и эсперантолог (после обучения в университете работал учителем немецкого языка и географии). Вместе со своей женой Верой Бланке изучал проблемы международной стандартизации терминологии, уделяя особое внимание работам Ойгена Вюстера. Почётный президент Общества интерлингвистики. В 2011 году был избран почётным членом Всемирной эсперанто-ассоциации (эсп. Universala Esperanto-Asocio; UEA).

## Эсперанто-движение
Самостоятельно выучил эсперанто в 1957 году. С 1968 по 1990 год Детлев Бланке был секретарём Центральной рабочей группы «Эсперанто» в Культурном союзе ГДР, а с 1981 года — Эсперанто-ассоциации ГДР (эсп. Esperanto-Asocio de GDR; GDREA). В 1970—1990 годах он также был редактором печатного органа этих организаций, журнала Der Esperantist.
С 1978 по 1998 год Бланке был членом комитета UEA, участвовал в различных комиссиях и рабочих группах, в том числе был членом жюри на художественных конкурсах.

## Интерлингвистика и эсперантология
В 1976 году Детлев Бланке получил докторскую степень в Университете Гумбольдта в Берлине, защитив у Виктора Фалькенхана диссертацию о сравнительном словообразовании эсперанто и немецкого языка; в 1985 году прошёл процедуру хабилитации, защитив диссертацию по плановым языкам (в ГДР это называлось «диссертация B»). В 1988 ему был присвоен титул «Почётный преподаватель интерлингвистики».
Детлев Бланке был соучредителем, а с 1970 по 1990 год — секретарём группы интерлингвистики и эсперантологии Немецкого культурного союза (с 1974 года — Культурной лиги ГДР). С 1970 по 1981 год председателем группы был Виктор Фалькенхан (1903—1987), с 1981 по 1986 год — Георг Фридрих Майер (1919—1992), с 1987 по 1990 год — Рональд Лётч (1931—2018).
В 1991 году он стал соучредителем Общества интерлингвистики и оставался его президентом в течение 20 лет. Бланке также был редактором выпускаемого обществом журнала «Информация по интерлингвистике» (нем. Interlinguistische Informationen).
Детлев Бланке был членом редакционных коллегий журнала «Проблемы языков и плановые языке» (англ. Language Problems and Language Planning; LPLP) и журнала «Исследования в области эсперантологии и эсперанто» (эсп. Esperantologio / Esperanto Studies; EES), с 1974 года и до своей смерти — членом правления Центра изучения документов о мировых языковых проблемах (эсп. Centro de Esploro kaj Dokumentado pri Mondaj Lingvaj Problemoj), с 1992 по 2013 год — старшим библиографом Американской ассоциации современных языков (англ. Modern Language Association of America). С 1992 года и до своей смерти редактировал библиографический бюллетень «Информация для интерлингвистов» (эсп. Informilo por Interlingvistoj).

## Избранные работы
- Detlev Blanke. Plansprache und Nationalsprache, ein Beitrag zur Erforschung ihrer spezifischen Kommunikationsleistungen, gezeigt am konfrontativen Vergleich einiger Probleme der Wortbildung des Esperanto und des Deutschen. — Berlin: Humboldt-Universität Berlin, 1976. — 170 с.
- Detlev Blanke. Plansprache und Nationalsprache: einige Probleme der Wortbildung des Esperanto und des Deutschen in konfrontativer Darstellung. — Berlin: Akademie der Wissenschaft der DDR, Zentralinstitut für Sprachwissenschaft, 1981. — 161 с.
- Detlev Blanke. Grundfragen der Entwicklung von Plansprachen unter besonderer Berücksichtigung des Esperanto. — Berlin: Humboldt-Universität, 1985. — 649 с.
- Detlev Blanke. Plansprache und Nationalsprache. Einige Probleme der Wortbildung des Esperanto und des Deutschen in konfrontativer Darstellung (нем.) // Linguistische Studien : 1981. — Berlin: Akademie der Wissenschaften der DDR, Zentralinstitut für Sprachwissenschaft. — Nr. 85. — S. 162.
- Detlev Blanke. Esperanto und Wissenschaft. Zur Plansprachenproblematik. — Berlin: Kulturbund der DDR, 1992. — 88 с.
- Detlev Blanke. Internationale Plansprachen. Eine Einführung. — Berlin: Akademie-Verlag, 1985. — 408 с.
- Detlev Blanke, Till Dahlenburg. Konversationsbuch Deutsch-Esperanto. — Leipzig: Enzyklopädie-Verlag, 1990. — 210 с. — ISBN 3-324-00508-6.
- Detlev Blanke. Interlinguistische Beiträge. Zum Wesen und zur Funktion internationaler Plansprachen. — Frankfurt am Main: Peter Lang Europäischer Verlag der Wissenschaften, 2006. — 405 с. — ISBN 3-631-55024-3.

## Избранные переводы
- Karl Marx, Friedrich Engels. Manifesto de la Komunista Partio. La plej fama politika pamfleto (эсп.) / Esperanta traduko kaj postparolo de Detlev Blanke. — Москва: Прогресс, 1990. — 82 с. — ISBN 5010023415. Архивировано 14 августа 2021 года.

### Рецензии
- Seán Ó Riain. Valora indikilo de Detlev Blanke (эсп.) // La Ondo de Esperanto : журнал. — 2005. — No. 6 (128). Архивировано 17 мая 2021 года. Рецензия на книгу Interlingvistiko kaj esperantologio: vojoj al la faka literaturo.
- Walter Żelazny. Ĉu politika naiveco? (эсп.) // La Ondo de Esperanto : журнал. — 2005. — No. 11 (133). Архивировано 25 июля 2021 года. Рецензия на книгу Esperanto kaj socialismo? Pri la movado sur la “alia flanko”.